# Herkules und der Stall des Augias
Herkules und der Stall des Augias ist ein Hörspiel und Theaterstück des Schweizer Autors Friedrich Dürrenmatt. Das Hörspiel entstand 1954 und wurde im selben Jahr vom Nordwestdeutschen Rundfunk ausgestrahlt. In gedruckter Form erschien das Stück erstmals 1954 beim Arche Verlag. 1962 schrieb Dürrenmatt eine Bühnenfassung des Stücks, das 1963 im Zürcher Schauspielhaus uraufgeführt wurde. 1980 schrieb Dürrenmatt eine Neufassung für seine Werkausgabe, die beim Diogenes Verlag erschienen ist.

## Personen
- Herkules: Nationalheld
- Deianeira: seine Geliebte
- Polybios: sein Sekretär
- Augias: Präsident von Elis
- Phyleus: sein Sohn
- Kambyses: sein Stallknecht
- Tantalos: Zirkusdirektor
- Parlamentarier, Botschafter

nur im Hörspiel:
- Herr Schmied: Volksschullehrer
- Xenophon: Redaktor

nur im Theaterstück: 
- Iole: Tochter des Augias
- Lichas: Briefträger

## Inhalt
Aufgrund des ständig anwachsenden Mistes wird das Leben in Elis immer unerträglicher. Deshalb beschließt Augias, Präsident von Elis, zusammen mit seinem Parlament, dem griechischen Nationalhelden Herkules gegen ein ansehnliches Honorar und Reisespesen den Auftrag zur Säuberung von Elis anzubieten. Man hatte nämlich vernommen, dass Herkules der größte Säuberer Griechenlands sei. Zwar verspürt Herkules wenig Lust, den Auftrag anzunehmen, denn als Nationalheld will er sich mit Räubern und Drachen beschäftigen, in diesem Sinne war er ja ein Säuberer – König Augias hatte dies offensichtlich missverstanden. Sein Sekretär Polybios erinnert ihn jedoch an seine gewaltigen Schulden und die Kosten, die die repräsentativen Pflichten eines Helden mit sich bringen. 
So schifft sich Herkules mit seiner Geliebten Deianeira und seinem Sekretär ein. In Elis wird ihm ein begeisterter Empfang bereitet, insbesondere von Seiten der Frauen. Herkules wird den Vertretern der wichtigsten Vereine und Kommissionen vorgestellt und schlägt seine Zelte auf einem Felsen oberhalb der Stadt auf, von wo aus die Stadt einem riesigen Misthaufen gleicht. Am Tag nach den Empfangsfeierlichkeiten besichtigt der Held mit Augias die gewaltigen Massen von Mist. Herkules rät, die Flüsse Alpheios und Peneios durch die Hauptstadt zu lenken und so Elis zu säubern. 
Phyleus, der Sohn des Augias, sieht in der schönen Deianeira eine höhere Daseinsform des Menschen verkörpert, verliebt sich daher in sie und hofft, mit ihr an seiner Seite das rückständige Land zivilisieren und kultivieren zu können. Herkules und Deianeira, deren Beziehung durch den Ruf als ideales Paar schwer belastet ist, kommt die Zuneigung des Phyleus nicht ungelegen. Deianeira ahnt zudem, dass sie Herkules eines fernen Tages das Nessoshemd anlegen wird. Daher wäre sie bereit, bei Phyleus in Elis zu bleiben, auch Herkules willigt ein. Aber der Ausmisterei stellen sich unverhoffte Hindernisse entgegen und die Reinigung des Staates wird immer wieder verschoben. Phyleus weiß, dass Deianeira im unausgemisteten Elis nicht bleiben würde.
Herkules leidet aufgrund seines zunehmenden Alters unter den Ansprüchen, die von weiblicher Seite an einen Helden gestellt werden. Um diese Erwartungen an seine Manneskraft dennoch nicht zu enttäuschen, überredet Herkules den Stallknecht Kambyses, seine Rolle zu übernehmen und den weiblichen Verehrerinnen beizuwohnen. Am Ende scheitert aber auch Kambyses vor dieser Herkulesarbeit und verweigert seine Dienste. Jetzt kommt Iole, die Tochter des Augias, zu Herkules, um sich dem Helden wie so viele junge Elierinnen hinzugeben. Als er ablehnt, glaubt sie sich zurückgewiesen, bis sie von Herkules über die wahren Begebenheiten aufgeklärt wird. Im Hörspiel kommt die Figur der Iole nicht vor. Daher fehlt auch diese Szene.
Kommissionen beraten in endlosen Sitzungen. Man weist darauf hin, dass unter dem Mist immense Kunstschätze, den Stolz des Landes und Kern des Patriotismus, verborgen sind, die durch das Ausmisten verloren gingen. Es wird auch die Möglichkeit erwogen, dass solche Kunstschätze gar nicht vorhanden sind, doch würde dann das Ausmisten deren Nichtexistenz beweisen, was noch verheerender wäre. Auch die niedrige Zahl Tuberkulosekranker sei auf den Mist zurückzuführen. Die Beratungen verschleppen sich so lange, bis Herkules schließlich den ihm gewährten Vorschuss aufgebraucht hat. Herkules, der zudem von Gläubigern bedrängt wird, sieht sich gezwungen, im Zirkus des Tantalos aufzutreten. Als den Helden in dieser aussichtslosen Lage die Botschaft des Königs von Arkadien erreicht, in der dieser ihn gegen ein Honorar und Reisespesen um die Beseitigung des von den Stymphalischen Vögel verursachten Mistes bittet, was als eine noch schmutzigere Angelegenheit angesehen wird, beschließen Herkules und Deianeira gemeinsam das Land unausgemistet zu verlassen.

## Hintergrund
Herkules ist die lateinische Bezeichnung des mythischen altgriechischen Heros Herakles, dem göttliche Ehren zukamen und der in den Olymp aufgenommen wurde. In einem Anfall von Wahnsinn erschlug Herakles seine Frau Megara und seine drei Kinder. Als der Anfall vorüber war und er seine schreckliche Tat erkannte, fragte er das Orakel von Delphi um Rat. Die Pythia antwortete, dass er Entsühnung erlangen kann, wenn er zwölf Jahre dem Eurystheus dient und die von ihm geforderten Arbeiten ausführt. Eine der Taten war das Ausmisten der Rinderställe des Augias, König von Elis auf der Peloponnes. Seine Söhne waren Phileus und Agasthenes. Er hatte eine Tochter mit Namen Agamede, nicht Iole. 
Herakles erledigte die ihm gestellte Aufgabe, indem er die Flüsse Alpheios und Peneios durch den Stall leitete. Daraufhin verweigerte Augias ihm seinen Lohn und stritt ab, Herakles das Vieh als Lohn versprochen zu haben. Dann war er bereit, sich dem Urteil eines Gerichts zu unterwerfen. Als jedoch sein Sohn Phileus vor den Richtern die Aussage von Herakles bestätigte, ließ Augias beide aus dem Land jagen. Später kehrte Herakles zurück, eroberte Elis, tötete den Augias und übergab das Königreich dessen Sohn Phileus. Zur Feier dieses Sieges führte Herakles außerdem die Olympischen Spiele zu Ehren seines Vaters Zeus ein. 
Erst nach den geleisteten sagenhaften 12 Arbeiten lernte Herakles die schöne Deianeira kennen, die dann auch seine Frau wurde. Eines Tages mussten beide einen Fluss überqueren, der Hochwasser führte. Der Zentaur Nessos bot der jungen Frau an, sie auf seinem Rücken hinüberzutragen, versuchte aber dann sie zu entführen. Herakles schoss ihm einen seiner tödlichen Pfeile nach. Als der getroffene Nessos im Sterben lag, gab er der Frau den tückischen Rat, einen Teil seines Blutes aufzubewahren und das Gewand des Herkules damit zu tränken, wenn sie seiner Liebe nicht mehr sicher sein sollte, denn dann würde er nie wieder eine andere Frau ansehen. Sein Blut aber war durch den Todespfeil vergiftet. 
Einige Zeit danach wandte sich Herakles der erbeuteten schönen Iole zu, die später seinen Sohn Hyllos heiraten sollte. In Dürrenmatts Stück ist Iole die Tochter des Augias. Da bestrich Deianeira sein Untergewand mit dem Nessosblut. Nachdem er es übergeworfen hatte, befielen den Helden entsetzliche Schmerzen. Da er das Hemd auch nicht mehr ablegen konnte, verbrannte Herkules sich selbst auf einem Scheiterhaufen. Deianeira tötete sich aus Verzweiflung.

## Hörspiel
Einen Entwurf zum Hörspiel verfasste Dürrenmatt 1953. Das Hörspiel selbst entstand 1954 und wurde im selben Jahr vom Nordwestdeutschen Rundfunk ausgestrahlt. Regie führte Gert Westphal. Sprecher der Hauptrollen waren:
- Herkules: Heinz Klevenow
- Dejaneira: Gisela Zoch-Westphal
- Polybios: Oskar Werner
- Augias: Helmut Peine
- Pyleus: Günther Schramm
- Xenophon: Manfred Steffen
- Tantalos: Max Walter
- Lehrer Schmied: Alexander Hunzinger

Diese Sendung wurde von Radio Bern übernommen und am 20. Oktober 1954 ausgestrahlt. Eine gedruckte Fassung erschien ebenfalls noch im selben Jahr beim Arche Verlag. Der Entwurf zum Hörspiel wurde erstmals 1963 im Programmheft zur Uraufführung der Komödienfassung abgedruckt.

## Theaterstück
1962 schrieb Dürrenmatt eine Bühnenfassung des Stücks, das im Manuskript noch den Untertitel Eine Erzählung für die Bühne mit dramatischen Vignetten trug. Das dramatische Stück umfasste schließlich 15 Szenen mit einer Pause nach dem sechsten Bild und trug den Untertitel Eine Komödie in 15 Bildern. Die Uraufführung fand am 20. März 1963 im Zürcher Schauspielhaus statt. Regie führte Leonard Steckel. Das Stück war wie folgt besetzt:
- Herkules: Gustav Knuth
- Augias: Ernst Schröder
- Deianeira: Jane Tilden
- Polybios: Rolf Henniger
- Phyleus: René Scheibli
- Iole: Christa Witsch
- Lichas: Kurt Beck
- Kambyses: Peter Ehrlich
- Tantalos: Robert Tessen

Nach der durchgefallenen Premiere überarbeitete Dürrenmatt den Text. Diese Fassung erschien 1963 in gedruckter Form beim Arche Verlag. 1980 schrieb Dürrenmatt eine Neufassung des Theaterstücks für seine Werkausgabe, die beim Diogenes Verlag erschienen ist.

## Pressestimmen
„Die Tragikomödie des Helden, der überflüssig geworden ist, der ein schiefes Leitbild ist, künstlich etabliert von Leuten, die sich von einem solchen Leitbild noch etwas versprechen, der selbst noch gar nicht weiß, wie sehr es seiner nicht mehr bedarf. Herkules ist tot, bevor er stirbt, ein lebender Leichnam, das Zerrbild des Helden, von dem es ein unverzerrtes Bild nicht mehr gibt und wohl auch nicht mehr geben darf.“

„Das Stück macht sich lustig über umstandskrämerische Demokratie und nutzloses Heldentum. Dürrenmatts Satire ist in diesem Stück durchdringend.“

## Ausgaben

### Hörspiel
- 1954: Friedrich Dürrenmatt: Herkules und der Stall des Augias. Arche Verlag; 66 S.
- 1960: Friedrich Dürrenmatt: Herkules und der Stall des Augias. Neuausgabe. Arche Verlag; 66 S.
- 1961: Friedrich Dürrenmatt: Herkules und der Stall des Augias. In: Gesammelte Hörspiele. Arche Verlag; 317 S.

### Theaterstück
- 1963: Friedrich Dürrenmatt: Herkules und der Stall des Augias. Ein Festspiel. Arche Verlag; 88 S. mit Zeichnungen von Friedrich Dürrenmatt.
- 1963: Friedrich Dürrenmatt: Herkules und der Stall des Augias. Eine Komödie. In: Komödien II und Frühe Stücke. Arche Verlag; 429 S.

### Hörspiel und Theaterstück
- 1980: Friedrich Dürrenmatt: Herkules und der Stall des Augias / Der Prozeß um des Esels Schatten: Griechische Stücke. Neufassungen von 1980. Diogenes Verlag; 228 S., Broschiert, ISBN 3257208383.
- 1998: Friedrich Dürrenmatt: Herkules und der Stall des Augias / Der Prozeß um des Esels Schatten: Griechische Stücke. Neufassungen von 1980. Diogenes Verlag; 228 S., Taschenbuch, ISBN 3257230486.

### Hörbuch
Von Friedrich Dürrenmatt gelesene Kurzfassung:
- 1957: Friedrich Dürrenmatt: Herkules und der Stall des Augias. Deutsche Grammophon, 1 LP.
- 2000: Friedrich Dürrenmatt: Herkules und der Stall des Augias. Deutsche Grammophon, 1 CD, ISBN 8946398426.